# A-8009
La autovía A-8009 es una autovía de la Red Complementaria Metropolitana de Sevilla de la Junta de Andalucía, denominada Acceso Norte a Sevilla, que da acceso a La Rinconada con la Ronda Norte de Sevilla ( SE-20 ).
El Viaducto del Pago de Enmedio fue iniciado en mayo de 2020, con una inversión de unos 18.359.111 euros, adjudicado a la Unión Temporal de Empresas (UTE) Obrascon Huarte Laín-UC10; fue inaugurado de forma oficial en octubre de 2024.

## Tramos
| Denominación | Tramo                                                              | Año servicio | km  |
| ------------ | ------------------------------------------------------------------ | ------------ | --- |
| A-8009       | SE-20 -Polígono industrial Torre Pavas                             | 2006         | 3,8 |
| A-8009       | Polígono industrial Torre Pavas-Viaducto del Pago de Enmedio (sur) | 2015         | 1,5 |
| A-8009       | Viaducto del Pago de Enmedio                                       | 2024         | 1,3 |
| A-8009       | Viaducto del Pago de Enmedio (norte)-La Rinconada                  | 2015         | 1   |